# اقتصاد زائف
الاقتصاد الزائف (بالإنجليزية:  False economy)‏ هي العملية التي يحفظ فيها المال في البداية ولكن على مدى طويل ستتطلب الكثير من المصاريف وخسارة مبلغ أكبر مما تم توفيره. مثلاَ إذا قررت حكومة مدينة أن تشتري السيارات الأقل ثمناَ للعاملين فيها، يمكننا أن نسمي ذلك اقتصادا زائفا، لأن السيارات الرخيصة تحتاج إلى صيانة متكررة على المدى البعيد، وتكلفة الإصلاحات الزائدة تلغي التوفير في الثمن الابتدائي.
العوامل المحفزة للذين يعقدون صفقات من نوع الاقتصاد الزائف يمكن أن تكون لها علاقة بالتزاماتهم بعيدة المدى. فمثلا، الباعث العقاري الذي يبني عمارة ستنتهي مسؤليته عند نهاية البناء وقبول الفحص الفني، ومن ثم تصبح المسؤلية على عاتق شركة الإستغلال التي قبلت هذه العمارة. الاقتصاد الزائف في هذه الحالة سيضر المستخدم النهائي أكثر من الباعث العقاري وذلك لأن اختيار المكونات التي تضمن صلابة البناء لمدة طويلة سوف يقلص من هامش الربح ولن يؤثر على تمرير المشروع من عدمه.
يحدث أيضا بالنسبة للأفراد أن يقعوا في الاقتصاد الزائف في حياتهم الخاصة. هناك مثال متداول عن فريدرش فيلهلم الأول ملك بروسيا حيث ذكر لورد ماكولي أنه إدخر خمس إلى ست رايشستالر نتيجة إطعامه الملفوف القديم القابل للتلف لعائلته والذي سبب بعد ذلك مرض أبنائه وإنفاقه عليهم أكثر بكثير مما إدخره لمعالجتهم.
هذا المفهوم هو مثل التقادم المخطط، حيث انخفاض التكلفة الأولية للاقتصاد المزيف يجذب المشترين في الغالب على أساس التكلفة المنخفضة، الذين قد يكونون في وضع غير جيد في وقت لاحق.